# Mistrovství Evropy ve fotbale 2024 – skupina F
Skupina F Mistrovství Evropy ve fotbale 2024 začala 18. a skončila 26. června 2024. Tvořily ji Turecko, Gruzie, Portugalsko a Česko.

## Týmy
| Výchozí pozice | Tým         | Kvalifikace           | Datum kvalifikace  | Počet účastí | Poslední účast | Nejlepší výsledek |
| -------------- | ----------- | --------------------- | ------------------ | ------------ | -------------- | ----------------- |
| F1             | Turecko     | vítěz skupiny D       | 15. října 2023     | 6.           | 2020           | semifinále (2008) |
| F2             | Gruzie      | vítěz Play-off Ligy C | 26. března 2024    | 1.           | –              | 1. účast          |
| F3             | Portugalsko | vítěz skupiny J       | 13. října 2023     | 9.           | 2020           | Vítěz (2016)      |
| F4             | Česko       | druhý tým skupiny E   | 16. listopadu 2023 | 6.           | 2020           | Vítěz (1976)      |

## Výsledky
| Vysvětlivky                                                         |
| ------------------------------------------------------------------- |
| Týmy z prvních a druhých míst postupují do osmifinále               |
| Čtyři nejlépe umístěné týmy ze třetích míst postupují do osmifinále |

### Tabulka
| Tým         | Z | V | R | P | VG | IG | +/- | B |
| ----------- | - | - | - | - | -- | -- | --- | - |
| Portugalsko | 3 | 2 | 0 | 1 | 5  | 3  | +2  | 6 |
| Turecko     | 3 | 2 | 0 | 1 | 5  | 5  | 0   | 6 |
| Gruzie      | 3 | 1 | 1 | 1 | 4  | 4  | 0   | 4 |
| Česko       | 3 | 0 | 1 | 2 | 3  | 5  | -2  | 1 |

## Zápasy

### Turecko - Gruzie
| 18. června 2024 18:00                 |        |                |                                                                   |
| Turecko                               | 3 : 1  | Gruzie         | Westfalenstadion, Dortmund diváci: 59 127 rozhodčí: Facundo Tello |
| Müldür 25' Güler 65' Aktürkoğlu 90+7' | Zpráva | 32' Mikautadze | Westfalenstadion, Dortmund diváci: 59 127 rozhodčí: Facundo Tello |

| Turecko | Gruzie |

| BR                | 1  | Mert Günok           |     |       |
| PO                | 18 | Mert Müldür          |     | 85'   |
| SO                | 4  | Samet Akaydin        |     |       |
| SO                | 14 | Abdülkerim Bardakcı  | 35' |       |
| LO                | 20 | Ferdi Kadıoğlu       |     |       |
| SZ                | 22 | Kaan Ayhan           |     | 79'   |
| SZ                | 10 | Hakan Çalhanoğlu (c) | 89' | 90+2' |
| PK                | 8  | Arda Güler           |     | 79'   |
| OZ                | 6  | Orkun Kökçü          |     |       |
| LK                | 19 | Kenan Yıldız         |     | 85'   |
| SÚ                | 21 | Barış Alper Yılmaz   |     |       |
| Nahrazující:      |    |                      |     |       |
| ÚT                | 11 | Yusuf Yazıcı         |     | 79'   |
| OB                | 3  | Merih Demiral        |     | 79'   |
| OB                | 2  | Zeki Çelik           |     | 85'   |
| ÚT                | 7  | Kerem Aktürkoğlu     |     | 85'   |
| ZÁ                | 15 | Salih Özcan          |     | 90+2' |
| Trenér:           |    |                      |     |       |
| Vincenzo Montella |    |                      |     |       |

| BR           | 25 | Giorgi Mamardašvili  |     |     |
| SO           | 5  | Solomon Kvirkvelia   | 55' | 85' |
| SO           | 4  | Guram Kašia (c)      |     |     |
| SO           | 3  | Laša Dvali           |     |     |
| PKO          | 2  | Otar Kakabadze       |     |     |
| LKO          | 21 | Giorgi Citaišvili    |     | 74' |
| SZ           | 6  | Giorgi Kočorašvili   |     |     |
| SZ           | 20 | Anzor Mekvabišvili   |     | 89' |
| SZ           | 10 | Giorgi Čakvetadze    |     | 74' |
| SÚ           | 22 | Georges Mikautadze   |     |     |
| SÚ           | 7  | Chviča Kvaracchelija |     |     |
| Nahrazující: |    |                      |     |     |
| ZÁ           | 9  | Zuriko Davitašvili   |     | 74' |
| OB           | 14 | Luka Ločošvili       |     | 74' |
| ÚT           | 8  | Budu Zivzivadze      |     | 85' |
| ZÁ           | 18 | Sandro Altunašvili   |     | 89' |
| Trenér:      |    |                      |     |     |
| Willy Sagnol |    |                      |     |     |

| Muž zápasu: Arda Güler Asistenti rozhodčího: Gabriel Chade Ezequiel Brailovsky Čtvrtý rozhodčí: Donatas Rumšas Náhradní rozhodčí: Aleksandr Radiuš Videorozhodčí: Alejandro Hernández Hernández Asistenti videorozhodčího: Juan Martínez Munuera David Coote |

### Portugalsko - Česko
| 18. června 2024 21:00            |        |            |                                                              |
| Portugalsko                      | 2 : 1  | Česko      | Leipzig Stadium, Lipsko diváci: 38 421 rozhodčí: Marco Guida |
| Hranáč 69' (vl.) Conceição 90+2' | Zpráva | 62' Provod | Leipzig Stadium, Lipsko diváci: 38 421 rozhodčí: Marco Guida |

| Portugalsko | Česko |

| BR               | 22 | Diogo Costa           |       |     |
| SO               | 5  | Diogo Dalot           |       | 63' |
| SO               | 3  | Pepe                  |       |     |
| SO               | 4  | Rúben Dias            |       |     |
| SZ               | 10 | Bernardo Silva        |       |     |
| SZ               | 8  | Bruno Fernandes       |       |     |
| SZ               | 23 | Vitinha               |       | 90' |
| PK               | 20 | João Cancelo          |       | 90' |
| LK               | 19 | Nuno Mendes           |       | 90' |
| SÚ               | 7  | Cristiano Ronaldo (c) |       |     |
| SÚ               | 17 | Rafael Leão           | 39'   | 63' |
| Nahrazující:     |    |                       |       |     |
| ÚT               | 21 | Diogo Jota            |       | 63' |
| OB               | 14 | Gonçalo Inácio        |       | 63' |
| ÚT               | 26 | Francisco Conceição   | 90+3' | 90' |
| OB               | 2  | Nélson Semedo         |       | 90' |
| ZÁ               | 25 | Pedro Neto            |       | 90' |
| Trenér:          |    |                       |       |     |
| Roberto Martínez |    |                       |       |     |

| BR           | 1  | Jindřich Staněk  |     |       |
| SO           | 3  | Tomáš Holeš      |     | 90+3' |
| SO           | 4  | Robin Hranáč     |     |       |
| SO           | 18 | Ladislav Krejčí  |     |       |
| DZ           | 22 | Tomáš Souček (c) |     |       |
| PM           | 5  | Vladimír Coufal  |     |       |
| LM           | 12 | David Douděra    |     |       |
| OZ           | 25 | Pavel Šulc       |     | 79'   |
| OZ           | 14 | Lukáš Provod     |     | 79'   |
| SÚ           | 11 | Jan Kuchta       |     | 60'   |
| SÚ           | 10 | Patrik Schick    | 57' | 60'   |
| Nahrazující: |    |                  |     |       |
| ZÁ           | 20 | Ondřej Lingr     |     | 60'   |
| ÚT           | 13 | Mojmír Chytil    |     | 60'   |
| ZÁ           | 7  | Antonín Barák    |     | 79'   |
| ZÁ           | 8  | Petr Ševčík      |     | 79'   |
| ÚT           | 19 | Tomáš Chorý      |     | 90+3' |
| Trenér:      |    |                  |     |       |
| Ivan Hašek   |    |                  |     |       |

| Muž zápasu: Vitinha Asistenti rozhodčího: Filippo Meli Giorgio Peretti Čtvrtý rozhodčí: Rade Obrenović Náhradní rozhodčí: Jure Praprotnik Videorozhodčí: Massimiliano Irrati Asistenti videorozhodčího: Paolo Valeri Fedayi San |

### Gruzie - Česko
| 22. června 2024 15:00 |        |            |                                                                   |
| Gruzie                | 1 : 1  | Česko      | Volksparkstadion, Hamburk diváci: 46 524 rozhodčí: Daniel Siebert |
| Mikautadze 45+4'      | Zpráva | 59' Schick | Volksparkstadion, Hamburk diváci: 46 524 rozhodčí: Daniel Siebert |

| Gruzie | Česko |

| BR           | 25 | Giorgi Mamardašvili  |       |     |
| SO           | 5  | Solomon Kvirkvelia   |       | 82' |
| SO           | 4  | Guram Kašia (c)      | 36'   |     |
| SO           | 3  | Laša Dvali           |       |     |
| DZ           | 20 | Anzor Mekvabišvili   | 83'   |     |
| SZ           | 9  | Zuriko Davitašvili   |       | 62' |
| SZ           | 6  | Giorgi Kočorašvili   | 90+5' |     |
| PK           | 21 | Giorgi Citaišvili    |       | 62' |
| LK           | 2  | Otar Kakabadze       |       |     |
| SÚ           | 22 | Georges Mikautadze   |       | 88' |
| SÚ           | 7  | Chviča Kvaracchelija |       | 82' |
| Nahrazující: |    |                      |       |     |
| OB           | 14 | Luka Ločošvili       |       | 62' |
| ZÁ           | 10 | Giorgi Čakvetadze    |       | 62' |
| OB           | 15 | Giorgi Gvelesiani    | 82'   | 82' |
| ZÁ           | 23 | Saba Lobzhanidze     |       | 83' |
| ÚT           | 11 | Giorgi Kvilitaia     |       | 88' |
| Trenér:      |    |                      |       |     |
| Willy Sagnol |    |                      |       |     |

| BR           | 1  | Jindřich Staněk  |     |     |
| SO           | 3  | Tomáš Holeš      | 53' |     |
| SO           | 4  | Robin Hranáč     |     |     |
| SO           | 18 | Ladislav Krejčí  |     |     |
| DZ           | 14 | Lukáš Provod     | 40' | 82' |
| DZ           | 22 | Tomáš Souček (c) | 81' |     |
| PZ           | 5  | Vladimír Coufal  | 18' |     |
| LZ           | 15 | David Jurásek    | 47' | 82' |
| PÚ           | 17 | Václav Černý     |     | 55' |
| SÚ           | 10 | Patrik Schick    |     | 68' |
| LÚ           | 9  | Adam Hložek      |     | 55' |
| Nahrazující: |    |                  |     |     |
| ZÁ           | 26 | Matěj Jurásek    |     | 55' |
| ZÁ           | 20 | Ondřej Lingr     |     | 55' |
| ÚT           | 13 | Mojmír Chytil    |     | 68' |
| ÚT           | 7  | Antonín Barák    |     | 82' |
| ÚT           | 8  | Petr Ševčík      |     | 82' |
| Trenér:      |    |                  |     |     |
| Ivan Hašek   |    |                  |     |     |

| Muž zápasu: Giorgi Mamardašvili Asistenti rozhodčího: Jan Seidel Rafael Foltyn Čtvrtý rozhodčí: Irfan Peljto Náhradní rozhodčí: Senad Ibrišimbegović Videorozhodčí: Marco Fritz Asistenti videorozhodčího: David Coote Pol van Boekel |

### Turecko - Portugalsko
| 22. června 2024 18:00 |        |                                              |                                                                  |
| Turecko               | 0 : 3  | Portugalsko                                  | Westfalenstadion, Dortmund diváci: 61 047 rozhodčí: Felix Zwayer |
|                       | Zpráva | 21' B. Silva 28' (vl.) Akaydin 56' Fernandes | Westfalenstadion, Dortmund diváci: 61 047 rozhodčí: Felix Zwayer |

| Turecko | Portugalsko |

| BR                | 12 | Altay Bayındır       |     |     |
| PO                | 2  | Zeki Çelik           | 42' |     |
| SO                | 4  | Samet Akaydin        | 42' | 75' |
| SO                | 14 | Abdülkerim Bardakcı  | 25' |     |
| LO                | 20 | Ferdi Kadıoğlu       |     |     |
| SZ                | 10 | Hakan Çalhanoğlu (c) |     |     |
| SZ                | 22 | Kaan Ayhan           |     | 58' |
| PK                | 25 | Yunus Akgün          |     | 70' |
| OZ                | 6  | Orkun Kökçü          |     | 46' |
| LK                | 7  | Kerem Aktürkoğlu     |     | 58' |
| SÚ                | 21 | Barış Alper Yılmaz   |     |     |
| Nahrazující:      |    |                      |     |     |
| ZÁ                | 11 | Yusuf Yazıcı         |     | 46' |
| ÚT                | 19 | Kenan Yıldız         |     | 58' |
| ZÁ                | 16 | İsmail Yüksek        |     | 58' |
| ÚT                | 8  | Arda Güler           |     | 70' |
| OB                | 3  | Merih Demiral        |     | 75' |
| Trenér:           |    |                      |     |     |
| Vincenzo Montella |    |                      |     |     |

| BR               | 22 | Diogo Costa           |     |     |
| PO               | 20 | João Cancelo          |     | 68' |
| SO               | 3  | Pepe                  |     | 83' |
| SO               | 4  | Rúben Dias            |     |     |
| LO               | 19 | Nuno Mendes           |     |     |
| SZ               | 6  | João Palhinha         | 45' | 46' |
| SZ               | 23 | Vitinha               |     | 88' |
| SZ               | 8  | Bruno Fernandes       |     |     |
| PÚ               | 10 | Bernardo Silva        |     |     |
| SÚ               | 17 | Rafael Leão           | 39' | 46' |
| LÚ               | 7  | Cristiano Ronaldo (c) |     |     |
| Nahrazující:     |    |                       |     |     |
| ZÁ               | 18 | Rúben Neves           |     | 46' |
| ZÁ               | 25 | Pedro Neto            |     | 46' |
| OB               | 2  | Nélson Semedo         |     | 68' |
| OB               | 24 | António Silva         |     | 83' |
| ZÁ               | 15 | João Neves            |     | 88' |
| Trenér:          |    |                       |     |     |
| Roberto Martínez |    |                       |     |     |

| Muž zápasu: Bernardo Silva Asistenti rozhodčího: Stefan Lupp Marco Achmüller Čtvrtý rozhodčí: Jesús Gil Manzano Náhradní rozhodčí: Diego Barbero Sevilla Videorozhodčí: Bastian Dankert Asistenti videorozhodčího: Christian Dingert Rob Dieperink |

### Gruzie - Portugalsko
| 26. června 2024 21:00                  |        |             |                                                                         |
| Gruzie                                 | 2 : 0  | Portugalsko | Arena AufSchalke, Gelsenkirchen diváci: 49 616 rozhodčí: Sandro Schärer |
| Kvaracchelija 2' Mikautadze 57' (pen.) | Zpráva |             | Arena AufSchalke, Gelsenkirchen diváci: 49 616 rozhodčí: Sandro Schärer |

| Gruzie | Portugalsko |

| BR           | 25 | Giorgi Mamardašvili  |     |     |
| SO           | 15 | Giorgi Gvelesiani    |     | 76' |
| SO           | 4  | Guram Kašia (c)      |     |     |
| SO           | 14 | Luka Ločošvili       |     | 63' |
| PKO          | 2  | Otar Kakabadze       |     |     |
| LKO          | 3  | Laša Dvali           |     |     |
| SZ           | 10 | Giorgi Čakvetadze    |     | 81' |
| SZ           | 6  | Giorgi Kočorašvili   |     |     |
| SZ           | 17 | Otar Kiteišvili      |     |     |
| SÚ           | 22 | Georges Mikautadze   |     |     |
| SÚ           | 7  | Chviča Kvaracchelija |     | 81' |
| Nahrazující: |    |                      |     |     |
| ZÁ           | 21 | Giorgi Citaišvili    |     | 63' |
| OB           | 5  | Solomon Kvirkvelia   |     | 76' |
| ZÁ           | 20 | Anzor Mekvabišvili   | 85' | 81' |
| ZÁ           | 9  | Zuriko Davitašvili   |     | 81' |
| Trenér:      |    |                      |     |     |
| Willy Sagnol |    |                      |     |     |

| BR               | 22 | Diogo Costa           |     |     |
| SO               | 24 | António Silva         |     | 66' |
| SO               | 13 | Danilo Pereira        |     |     |
| SO               | 14 | Gonçalo Inácio        |     |     |
| SZ               | 15 | João Neves            |     | 75' |
| SZ               | 26 | Francisco Conceição   |     |     |
| SZ               | 6  | João Palhinha         |     | 46' |
| PK               | 5  | Diogo Dalot           |     |     |
| LK               | 25 | Pedro Neto            | 44' | 75' |
| SÚ               | 7  | Cristiano Ronaldo (c) | 28' | 66' |
| SÚ               | 11 | João Félix            |     |     |
| Nahrazující:     |    |                       |     |     |
| ZÁ               | 18 | Rúben Neves           | 53' | 46' |
| ÚT               | 9  | Gonçalo Ramos         |     | 66' |
| OB               | 2  | Nélson Semedo         |     | 66' |
| ÚT               | 21 | Diogo Jota            |     | 75' |
| ZÁ               | 16 | Matheus Nunes         |     | 75' |
| Trenér:          |    |                       |     |     |
| Roberto Martínez |    |                       |     |     |

| Muž zápasu: Chviča Kvaracchelija Asistenti rozhodčího: Stefan Lupp Bekim Zogaj Čtvrtý rozhodčí: Mykola Balakin Náhradní rozhodčí: Oleksandr Berkut Videorozhodčí: Fedayi San Asistenti videorozhodčího: Willy Delajod Jérôme Brisard |

### Česko - Turecko
| 26. června 2024 21:00 |        |                            |                                                                  |
| Česko                 | 1 : 2  | Turecko                    | Volksparkstadion, Hamburk diváci: 47 683 rozhodčí: István Kovács |
| Souček 66'            | Zpráva | 51' Çalhanoğlu 90+4' Tosun | Volksparkstadion, Hamburk diváci: 47 683 rozhodčí: István Kovács |

| Česko | Turecko |

| BR                          | 1  | Jindřich Staněk  |          | 55' |
| SO                          | 3  | Tomáš Holeš      |          |     |
| SO                          | 4  | Robin Hranáč     |          |     |
| SO                          | 18 | Ladislav Krejčí  | 90+1'    |     |
| PZ                          | 5  | Vladimír Coufal  |          |     |
| SZ                          | 22 | Tomáš Souček (c) | 90+8'    |     |
| SZ                          | 14 | Lukáš Provod     |          | 75' |
| LZ                          | 15 | David Jurásek    |          | 81' |
| OZ                          | 7  | Antonín Barák    | 11', 20' |     |
| SÚ                          | 13 | Mojmír Chytil    |          | 55' |
| SÚ                          | 9  | Adam Hložek      |          | 55' |
| Nahrazující:                |    |                  |          |     |
| BR                          | 16 | Matěj Kovář      |          | 55' |
| ÚT                          | 19 | Tomáš Chorý      | 90+8'    | 55' |
| ÚT                          | 11 | Jan Kuchta       |          | 55' |
| ZÁ                          | 20 | Ondřej Lingr     |          | 75' |
| ZÁ                          | 26 | Matěj Jurásek    |          | 81' |
| Ostatní disciplinární akce: |    |                  |          |     |
| ÚT                          | 10 | Patrik Schick    | 34'      |     |
| BR                          | 23 | Vítězslav Jaroš  | 84'      |     |
| ZÁ                          | 21 | Lukáš Červ       | 85'      |     |
| Trenér:                     |    |                  |          |     |
| Ivan Hašek                  |    |                  |          |     |

| BR                          | 1  | Mert Günok           | 64'   |     |
| PO                          | 18 | Mert Müldür          | 80'   |     |
| SO                          | 4  | Samet Akaydin        | 85'   |     |
| SO                          | 3  | Merih Demiral        |       |     |
| LO                          | 20 | Ferdi Kadıoğlu       |       |     |
| SZ                          | 16 | İsmail Yüksek        | 49'   | 63' |
| SZ                          | 15 | Salih Özcan          | 31'   | 46' |
| PK                          | 8  | Arda Güler           | 90+8' | 75' |
| OZ                          | 10 | Hakan Çalhanoğlu (c) | 66'   | 87' |
| LK                          | 19 | Kenan Yıldız         | 37'   | 75' |
| SÚ                          | 21 | Barış Alper Yılmaz   |       |     |
| Nahrazující:                |    |                      |       |     |
| ZÁ                          | 22 | Kaan Ayhan           | 90+5' | 46' |
| ZÁ                          | 5  | Okay Yokuşlu         |       | 63' |
| ÚT                          | 9  | Cenk Tosun           |       | 75' |
| ÚT                          | 7  | Kerem Aktürkoğlu     |       | 75' |
| ZÁ                          | 6  | Orkun Kökçü          | 90+5' | 87' |
| Ostatní disciplinární akce: |    |                      |       |     |
| BR                          | 23 | Uğurcan Çakır        | 68'   |     |
| Trenér:                     |    |                      |       |     |
| Vincenzo Montella           |    |                      |       |     |

| Muž zápasu: Barış Alper Yılmaz Asistenti rozhodčího: Vasile Marinescu Mihai Ovidiu Artene Čtvrtý rozhodčí: Espen Eskås Náhradní rozhodčí: Jan Erik Engan Videorozhodčí: Tomasz Kwiatkowski Asistenti videorozhodčího: Bartosz Frankowski Pol van Boekel |

Poznámky
1. ↑  Patrik Schick obdržel žlutou kartu na lavičce, i přes to, že do zápasu nenastoupil.
2. ↑  Vítězslav Jaroš obdržel žlutou kartu na lavičce, i přes to, že do zápasu nenastoupil.
3. ↑  Lukáš Červ obdržel žlutou kartu na lavičce, i přes to, že do zápasu nenastoupil.
4. ↑  Uğurcan Çakır obdržel žlutou kartu na lavičce, i přes to, že do zápasu nenastoupil.

## Disciplína
Body fair play se použily jako rozhodující, pokud byly celkové a vzájemné výsledky týmů vyrovnané. Ty se vypočítaly na základě žlutých a červených karet obdržených ve všech zápasech skupiny takto:
- první žlutá karta: - 1 bod;
- nepřímá červená karta (druhá žlutá karta): - 3 body;
- přímá červená karta: - 4 body;
- žlutá karta a přímá červená karta: - 5 bodů;

V jednom zápase šlo na hráče uplatnit pouze jeden z výše uvedených odečtů.
| Tým         | 1. Kolo | 1. Kolo                                                    | 1. Kolo   | 1. Kolo                         | 2. Kolo | 2. Kolo                                                    | 2. Kolo   | 2. Kolo                         | 3. Kolo | 3. Kolo                                                    | 3. Kolo   | 3. Kolo                         | Body |
| Tým         |         | Žlutá karta udělena · Žlutá karta udělena opět · Vyloučení | Vyloučení | Žlutá karta udělena · Vyloučení |         | Žlutá karta udělena · Žlutá karta udělena opět · Vyloučení | Vyloučení | Žlutá karta udělena · Vyloučení |         | Žlutá karta udělena · Žlutá karta udělena opět · Vyloučení | Vyloučení | Žlutá karta udělena · Vyloučení | Body |
| ----------- | ------- | ---------------------------------------------------------- | --------- | ------------------------------- | ------- | ---------------------------------------------------------- | --------- | ------------------------------- | ------- | ---------------------------------------------------------- | --------- | ------------------------------- | ---- |
| Gruzie      | 1       |                                                            |           |                                 | 4       |                                                            |           |                                 | 1       |                                                            |           |                                 | −6   |
| Portugalsko | 2       |                                                            |           |                                 | 2       |                                                            |           |                                 | 3       |                                                            |           |                                 | −7   |
| Česko       | 1       |                                                            |           |                                 | 5       |                                                            |           |                                 | 5       | 1                                                          | 1         |                                 | −17  |
| Turecko     | 2       |                                                            |           |                                 | 3       |                                                            |           |                                 | 12      |                                                            |           |                                 | −17  |